# 도야촌 (니가타현)
도야촌(鳥屋村)은 니가타현 기타칸바라군에 설치되었던 촌이다. 현재의 니가타시 기타구의 일부에 해당한다.